# دارخزک‌های خالدار
دارخزک‌های خالدار (نام علمی: Salpornis) نام یک سرده از تیره دارخزک است.

## گونه‌ها
- دارخزک خالدار هندی (Salpornis spilonotus)
- دارخزک خالدار آفریقایی (Salpornis salvadori) دارای چهار زیرگونه.